# Bonneval-sur-Arc
Bonneval-sur-Arc – miejscowość i gmina we Francji, w regionie Owernia-Rodan-Alpy, w departamencie Sabaudia. W 2017 roku populacja gminy wynosiła 269 mieszkańców. Obszar gminy znajduje się w Parc national de la Vanoise.